# Équipe de Slovénie espoirs de football
Maillots
L'équipe de Slovénie espoirs est une sélection de joueurs de moins de 21 ans au début des deux années de compétition placée sous la responsabilité de la Fédération de Slovénie de football.
Les joueurs ne doivent pas être âgés de plus de 21 ans au début de la campagne de qualifications pour les championnats d'Europe de football espoirs. Des joueurs de 23 ans ayant participé aux qualifications peuvent donc participer à cette compétition.

## Parcours au Championnat d'Europe de football espoirs
- 1992 : Non qualifié
- 1994 : Non qualifié
- 1996 : Non qualifié
- 1998 : Non qualifié
- 2000 : Non qualifié
- 2002 : Non qualifié
- 2004 : Non qualifié
- 2006 : Tour de barrages
- 2007 : Non qualifié
- 2009 : Non qualifié

## Palmarès
Néant

## Sélection actuelle
Les joueurs suivants ont été appelés pour disputer les Éliminatoires du Championnat d'Europe de football espoirs 2023.
Gardiens
- Martin Turk (21 août 2003 (21 ans)) ( AC Reggiana 1919)
- Žan Luk Leban (15 décembre 2002 (22 ans)) ( Everton FC)
- Samo Pridgar (10 mars 2003 (22 ans)) ( NK Maribor)

Défenseurs
- Žiga Laci (20 juillet 2002 (22 ans)) ( FC Koper)
- Amir Feratovič (8 juin 2002 (22 ans)) ( CFEA)
- Marcel Ratnik (23 décembre 2003 (21 ans)) ( NK Olimpija Ljubljana)
- Miha Kompan Breznik (5 octobre 2003 (21 ans)) ( NŠ Mura)
- Mark Strajnar (19 décembre 2003 (21 ans)) ( NK Domžale)
- Nejc Ajhmajer (22 avril 2003 (21 ans)) ( NK Celje)

Milieux
- Žan Jevšenak (15 mai 2003 (21 ans)) ( Benfica Lisbonne)
- Enrik Ostrc (21 juin 2002 (22 ans)) ( Lommel SK (en prêt de  l'ESTAC Troyes))
- Adrian Zeljković (19 août 2002 (22 ans)) ( NK Tabor Sežana)
- Aljaž Antolin (2 août 2002 (22 ans)) ( NK Maribor)
- Tio Cipot (24 avril 2003 (21 ans)) ( NŠ Mura)
- Jošt Pišek (10 avril 2002 (22 ans)) ( NK Domžale)
- Svit Sešlar (9 janvier 2002 (23 ans)) ( NK Celje)
- Martin Pečar (5 juillet 2002 (22 ans)) ( Austria Vienne -19 ans)
- Marko Brest (10 mai 2002 (22 ans)) ( NK Aluminij)

Attaquants
- David Flakus Bosilj (10 février 2002 (23 ans)) ( Hellas Vérone)
- Nick Perc (27 août 2003 (21 ans)) ( NK Domžale)
- Žan Vipotnik (18 février 2002 (23 ans)) ( NK Maribor)